# میرکو کوکوتوویچ
میرکو کوکوتوویچ (کرواتی: Mirko Kokotović؛ ۱۵ آوریل ۱۹۱۳ – ۱۵ نوامبر ۱۹۸۸) بازیکن و مربی فوتبال اهل یوگسلاوی بود.
از باشگاه‌هایی که در آن بازی کرده‌است می‌توان به باشگاه فوتبال گراجانسکی زاگرب و باشگاه فوتبال دینامو زاگرب اشاره کرد.
وی همچنین در تیم‌های ملی فوتبال یوگسلاوی و کرواسی بازی کرده‌است.